# Bajdarataboezem

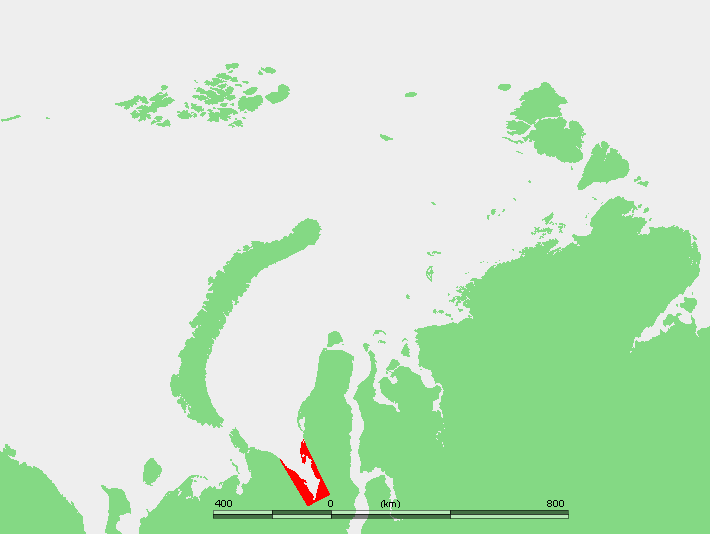
Locatie van de Bajdarataboezem in Noord-Rusland

De Bajdarataboezem, Bajdaratagolf of Bajdaratabaai (Russisch: Байдарацкая губа; Bajdaratskaja goeba) is een boezem in Rusland, gelegen in het zuidelijke deel van de Karazee tussen de kustlijn van de Arctische Oeral en het schiereiland Jamal. De lengte van de boezem bedraagt ongeveer 180 kilometer en de breedte bij de monding bedraagt 78 kilometer. De diepte bedraagt maximaal ongeveer 22 tot 23 meter. De temperatuur van het wateroppervlak varieert in de zomer tussen de 5 en 6°C. In de winter bevriest de boezem. De boezem is vernoemd naar de rivier de Bajdarata, de belangrijkste instroom. Andere rivieren die afwateren op de boezem, zijn onder andere de Joeribej en de Kara (via de Karaboezem).
In het waterbekken bevinden zich de grote eilanden Torasovej, Litke en Levdiev. Er zwemmen witte dolfijnen, op de kusten zijn de ringelroben, baardrobben, zadelrobben en walrussen aan te treffen. Op deze pelsdieren wordt soms gejaagd door de lokale inheemse bevolking (Nenetsen), maar dit vindt slechts sporadisch plaats.
Door Gazprom wordt op de bodem van de boezem de gaspijpleiding Jamal-Tsentr aangelegd, ten behoeve van de verbinding van de gasvelden op het schiereiland Jamal met het leidingstelsel in Europees Rusland.